# Jesús María de Arozamena
 (mars 2020).
Si vous disposez d'ouvrages ou d'articles de référence ou si vous connaissez des sites web de qualité traitant du thème abordé ici, merci de compléter l'article en donnant les références utiles à sa vérifiabilité et en les liant à la section « Notes et références ».
Jesús María de Arozamena est un journaliste et scénariste espagnol né le 19 janvier 1918 à Saint-Sébastien et mort dans cette même ville le 29 juin 1972.

## Biographie
Jesús María de Arozamena est né le 19 janvier 1918 à Saint-Sébastien.
Il a étudié le droit à Madrid et a eu une formation d'enseignant à Saint-Sébastien. Il commence sa carrière de journaliste en travaillant pour El Día et La Noticia. En 1937 il est nommé directeur adjoint du journal El Correo Español de Bilbao et, plus tard, de La Voz de España. En 1939 il est nommé critique de théâtre pour ABC. Il écrivait ses articles en basque et en espagnol.
En 1954, il travaille pour la première fois sur un film en tant que scénariste, ce film se nomme Las Aventuras del barbero de Sevilla, connu en France sous le nom L'Aventurier de Séville, réalisé par Ladislas Vajda, avec en vedette Luis Mariano. En plus d'écrire des scénarios dans le monde du cinéma, il a travaillé comme auteur-compositeur dans diverses comédies musicales, l'année suivante en 1955, il travaille pour la première fois en tant que librettiste sur une zarzuela, El hijo fingido.
En 1958, il est nommé directeur général de l'Association générale des auteurs et, en 1970, directeur général. En 1963, il publie un livre nommé : San Sebastián, Biografía sentimental de una ciudad (en français : Saint-Sébastien, Biographie sentimentale d'une ville) aux éditions Samarán. En 1967 sort son dernier film Amor en el Aire, réalisé par Luis César Amadori.
Il meurt le 29 juin 1972 à Saint-Sébastien à l'âge de 54 ans.

## Œuvres

### Films

#### En tant que scénariste
- 1953 : La Bella de Cádiz de Eusebio Fernández Ardavín (version espagnole)
- 1954 : Las Aventuras del barbero de Sevilla de Ladislas Vajda
- 1957 : El último cuplé de Juan de Orduña
- 1957 : La hija de Juan Simón de Gonzalo Delgrás
- 1958 : La Violetera de Luis César Amadori
- 1959 : Carmen de la Ronda de Tulio Demicheli
- 1960 : Mon dernier tango de Luis César Amadori
- 1961 : Pecado de Amor de Luis César Amadori
- 1962 : L'espionne de Madrid de Rafael Gil
- 1962 : Une dame aux camélias de Alfonso Balcázar
- 1963 : La gitana y el charro de Gilberto Martínez Solares
- 1965 : La dama de Beirut de Ladislas Vajda
- 1967 : Amor en el Aire de Luis César Amadori

#### En tant que parolier
- 1952 : Violettes impériales de Richard Pottier (Adaptation en espagnol seulement)
- 1958 : Cargaison blanche de Georges Lacombe

### Zarzuelas et opérettes
- 1955 : El Hijo Fingido
- 1958 : La canción del amor mío

### Chansons

#### En tant qu'auteur
- 1950 : Merci, Paris, avec Mireille Brocey, interprétée par Luis Mariano

#### En tant que traducteur
- 1952 : Adieu Saint Jean de Luz, interprétée par Luis Mariano
- 1952 : Biarritz, interprétée par Luis Mariano

### Livres
- 1963 : San Sebastián, Biografía sentimental de una ciudad, Samarán Ediciones